# Fodina
Fodina är ett släkte av fjärilar. Fodina ingår i familjen nattflyn.

## Bildgalleri

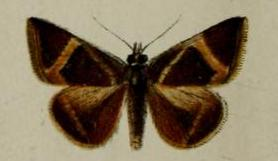

## Dottertaxa tillFodina, i alfabetisk ordning[1]
- Fodina afflicta
- Fodina albicincta
- Fodina analamerana
- Fodina antemedia
- Fodina antsianaka
- Fodina arctioides
- Fodina auximena
- Fodina chrysomera
- Fodina contigua
- Fodina cuneigera
- Fodina decussis
- Fodina embolophora
- Fodina flacourti
- Fodina fontalis
- Fodina formosensis
- Fodina fusca
- Fodina gloriosa
- Fodina hayesi
- Fodina hypercompoides
- Fodina infractafinis
- Fodina insignis
- Fodina intermedia
- Fodina johnstoni
- Fodina kebea
- Fodina kosemponis
- Fodina lanaoensis
- Fodina laurentensis
- Fodina mabillei
- Fodina madagascariensis
- Fodina malagasy
- Fodina maltzanae
- Fodina matacassi
- Fodina maudavei
- Fodina megalesia
- Fodina miranda
- Fodina obliterata
- Fodina oriolus
- Fodina ostorius
- Fodina oxyprora
- Fodina pallula
- Fodina pauliani
- Fodina pergrata
- Fodina postmaculata
- Fodina quadricolor
- Fodina reussiana
- Fodina rhodotaenia
- Fodina sakalava
- Fodina sarmentosa
- Fodina shisana
- Fodina sogai
- Fodina stola
- Fodina sumatrensis
- Fodina toulgoeti
- Fodina viettei
- Fodina vieui